# Daryna Zhoba
Daryna Zhoba (Дарина Згоба) est une gymnaste artistique ukrainienne, née le 7 novembre 1989 à Ivano-Frankivsk (alors en RSS d'Ukraine au sein de l'URSS).
Elle a notamment été championne d'Europe aux barres asymétriques en 2007.

## Palmarès

### Jeux olympiques
- Pékin 2008
  - 8e aux barres asymétriques
  - 11e au concours général par équipes (non finaliste)

### Championnats du monde
- Aarhus 2006
  - 5e au concours général par équipes
  - 22e au concours général individuel

### Championnats d'Europe
- Debrecen 2005
  -  médaille de bronze aux barres asymétriques
  - 9e au concours général individuel

- Volos 2006
  - 5e au concours général par équipes
  - 8e aux barres asymétriques

- Amsterdam 2007
  -  médaille d'or aux barres asymétriques
  - 11e au concours général individuel

- Montpellier 2008
  -  médaille de bronze aux barres asymétriques
  - 5e au concours général par équipes

### Coupe du monde
- Internationaux de France 2005
  -  médaille de bronze aux barres asymétriques
  - 6e à la poutre

- Moscou 2006
  -  médaille d'argent aux barres asymétriques
  - 4e à la poutre

- Glasgow 2006
  -  médaille d'argent aux barres asymétriques
  -  médaille d'argent à la poutre

- Stuttgart 2006
  -  médaille de bronze à la poutre
  - 8e aux barres asymétriques

- World Cup Final São Paulo 2006
  -  médaille de bronze aux barres asymétriques

- Internationaux de France 2007
  -  médaille d'argent aux barres asymétriques
  - 7e à la poutre

- Gand 2007
  -  médaille d'argent aux barres asymétriques
  -  médaille de bronze à la poutre

- Shanghaï 2007
  -  médaille d'argent aux barres asymétriques
  -  médaille de bronze à la poutre

### Universiades
- Bangkok 2007
  -  médaille d'or aux barres asymétriques
  -  médaille d'argent au concours général par équipes

- Belgrade 2009
  -  médaille de bronze à la poutre